# Mohamed Sowan
Mohamed Sowan é um ativista islamita líbio e político. Ele tem sido o líder do Partido da Justiça e Desenvolvimento, desde a sua fundação, em março de 2012. O Partido da Justiça e Desenvolvimento é o braço político da Irmandade Muçulmana da Líbia. Sowan é da cidade de Misrata. Ele foi preso pelo deposto governo da Jamahiriya Árabe da Líbia, até que ele foi libertado em 2006 e, posteriormente, trabalhou como gerente de hotel.